# Роданове число
Рода́нове число́ (англ. thiocyanogen value) — характеристика ступеня ненасиченості органічних сполук, зокрема жирів та масел. Чисельно визначається як маса диродану (SCN)2 у грамах, що витрачається в реакції зі 100 г органічної речовини.
Для визначення роданового числа наважку досліджуваної речовини від 0,1 до 1,0 грама (для великого й малого йодного числа відповідно) змішують із розчином диродану (SCN)2 в оцтовій кислоті. Диродан приєднується за ненасиченими зв'язками:
{\displaystyle \mathrm {{-}CH{=}CH{-}+(SCN)_{2}\longrightarrow {-}CHSCN{-}CHSCN{-}} }
На завершення взаємодії відводиться доба, після чого до суміші додають надлишок йодиду калію, з якого вивільняється йод:
{\displaystyle \mathrm {(SCN)_{2}+2KI\longrightarrow 2KSCN+I_{2}} }
Утворений йод титрують стандартним розчином тіосульфату натрію із концентрацією 0,1 моль/л:
{\displaystyle \mathrm {I_{2}+2Na_{2}S_{2}O_{3}\longrightarrow Na_{2}S_{4}O_{6}+2NaI} }
| Речовина         | Роданове число |
| ---------------- | -------------- |
| Кокосова олія    | 7,5—9,6        |
| Кукурудзяна олія | 77,1—77,6      |
| Лляна олія       | 95—99          |

Оскільки у визначенні ведеться титрування не диродану безпосередньо, а йоду, то роданове число виражають за йодом — його значення розраховується за формулою:
{\displaystyle \mathrm {X=1,269\cdot {\frac {(V_{0}-V)}{m}}} },
де V0 — об'єм розчину тіосульфату натрію, що пішов на титрування холостої проби, мл;
V — об'єм розчину тіосульфату натрію, що пішов на титрування досліджуваної проби, мл;
m — маса наважки досліджуваної речовини, г.